# Amy Purdy
Amelia Michelle "Amy" Purdy, född 7 november 1979, är en amerikansk snowboardåkare och skådespelare. 
Vid 19 års ålder drabbades hon av en meningokockinfektion som påverkade blodcirkulationssystemet så att hon tvingades amputera båda benen nedanför knäna. Hennes mjälte och båda njure fick också tas bort. Två år senare fick hon en njure transplanterad från sin pappa.

## Filmografi
- 2005 – What's Buggin Seth – Alma